# Gundelfingen (powiat Breisgau-Hochschwarzwald)

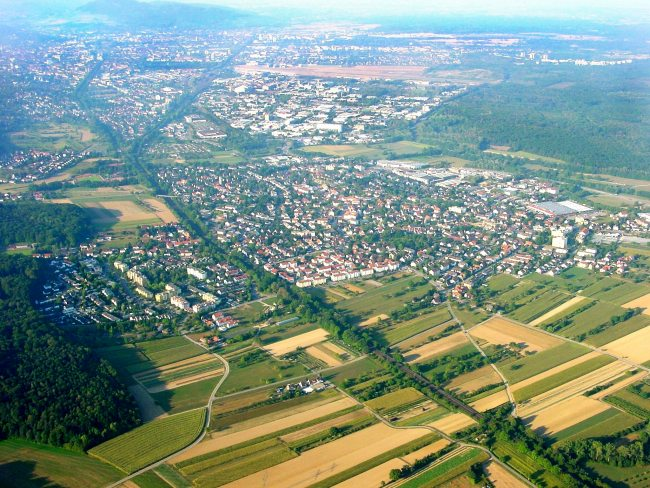
Widok z lotu ptaka

Gundelfingen – gmina w Niemczech, w kraju związkowym Badenia-Wirtembergia, w rejencji Fryburg, w regionie Südlicher Oberrhein, w powiecie Breisgau-Hochschwarzwald, siedziba wspólnoty administracyjnej Gundelfingen. Leży ok. 5 km na północ od centrum Fryburga Bryzgowijskiego.

## Współpraca
Miejscowości partnerskie:
- Bieruń, Polska
- Meung-sur-Loire, Francja
- Scheibenberg, Saksonia